# Фоменко, Павел Иванович
Па́вел Ива́нович Фоме́нко (род. 29 июня 1976, Железногорск, Курская область) — российский легкоатлет, специалист по прыжкам в высоту. Выступал за сборную России по лёгкой атлетике в 2000-х годах, бронзовый призёр чемпионата Европы в помещении, победитель и призёр первенств национального значения, участник ряда крупных международных турниров. Представлял Брянскую область и Москву. Мастер спорта России международного класса.

## Биография
Павел Фоменко родился 29 июня 1976 года в городе Железногорске Курской области.
Занимался лёгкой атлетикой в Брянской области, проходил подготовку под руководством тренера Владимира Васильевича Соколова.
Впервые заявил о себе на взрослом всероссийском уровне в сезоне 1998 года, когда в прыжках в высоту выиграл бронзовую медаль на чемпионате России в Москве.
В 2002 году одержал победу на зимнем чемпионате России в Волгограде, взяв планку в 2,30 метра — тем самым сразу на 4 см улучшил свой личный рекорд. Попав в состав российской национальной сборной, выступил на чемпионате Европы в помещении в Вене, где с результатом 2,24 метра стал девятым. Позже на соревнованиях в Алжире обновил личный рекорд в прыжках в высоту на открытом стадионе — 2,31 метра. Стал серебряным призёром на летнем чемпионате России в Чебоксарах, уступив здесь только Ярославу Рыбакову. Стартовал на чемпионате Европы в Мюнхене — прыгнул на 2,18 метра, расположившись в итоговом протоколе соревнований на 12-й строке.
На зимнем чемпионате России 2003 года в Москве был вторым позади Михаила Цветкова.
В 2005 году на зимнем чемпионате России в Волгограде превзошёл всех соперников в прыжках в высоту и завоевал золотую медаль. В составе российской легкоатлетической сборной побывал на чемпионате Европы в помещении в Мадриде, откуда привёз награду бронзового достоинства — здесь его превзошли только швед Стефан Хольм и соотечественник Ярослав Рыбаков.
Впоследствии Фоменко оставался действующим спортсменом вплоть до 2012 года, хотя в последнее время уже не показывал сколько-нибудь значимых результатов на международной арене.
За выдающиеся спортивные достижения удостоен почётного звания «Мастер спорта России международного класса».